# Jehuda Lerner
Jehuda Lerner (Varsó, Lengyelország, 1926. július 22. - Izrael, 2007)  a sobibóri megsemmisítőtábor egyik túlélője. A háború után feleségével Izraelbe emigráltak, és ott is haltak meg.

## Élete
1942 nyarán Jehuda Lernert elfogták, és a  Szmolenszk közelében lévő táborba vitték. Három hónapig egy repülőtér építésénél dolgozott. 1942 szeptemberében megszökött, de elfogták és Minszkbe küldték. Innen 1943 szeptemberében Lublinon keresztül Sobibórba deportálták. Az 1943. október 14-i felkelés napján Arkagyij Vajszpapirral megölték Graetschus és  Klatt SS-altiszteket, ezután mindketten sikeresen megszöktek. Lerner Moshe Goldfarbbal, egy másik túlélővel együtt csatlakozott a partizánokhoz. 1945 januárjában a radomi rendőrség parancsnokhelyettese lett. Később feleségével, Manjával Bayreuthba ment, majd 1949-ben Izraelbe emigráltak. 1951-től a haifai rendőrségnél dolgozott.